# آل وهيب

تعديل مصدري - تعديل

آل وهيب هي إحدى قرى عزلة  الوضيع بمديرية الوضيع التابعة لمحافظة أبين، بلغ تعداد سكانها 113 نسمة حسب تعداد اليمن لعام 2004.